# Volley Ball Club Mondovì 2015-2016
Questa voce raccoglie le informazioni riguardanti il Volley Ball Club Mondovì nelle competizioni ufficiali della stagione 2015-2016.

## Stagione
La stagione 2015-16 è per il Volley Ball Club Mondovì, sponsorizzato dalla BAM, la quinta in Serie A2: la squadra infatti grazie alla vittoria dei play-off promozione della Serie B1 2014-15 ritorna a disputare il campionato cadetto a ventotto anni di distanza dall'ultima partecipazione. Viene confermato sia l'allenatore, Mauro Barisciani, che gran parte della rosa autrice della promozione, come Emiliano Cortellazzi, Michael Menardo, Andrea Longo, Davide Manassero e Michele Parusso; le uniche due uscite sono quelle di Matteo Cherasco e Lorenzo Mangano, mentre gli acquisti sono quelli di Sebastiano Thei, Francesco De Luca, Enrico Perla e Matteo Bertoli, sostituito a metà stagione da Nathan Roberts.
Il campionato si apre con la sconfitta dalla sconfitta casalinga inflitta dall'Argos Volley, ma la prima vittoria arriva nella giornata successiva ai danni del Junior Volley Civita Castellana: dopo periodo di risultati altalenanti, i piemontesi incappano in una serie di sei sconfitte consecutive che li portano a chiudere il girone di andata al tredicesimo posto, non utile per qualificarsi alla Coppa Italia di categoria. Il girone di ritorno regala maggiori soddisfazioni alla compagine di Mondovì: infatti riescono a vincere due o tre partite di seguito, intervallate da una sconfitta; alla fine della regular season il Volley Ball Club Mondovì si classifica al nono posto, appena fuori dalla zona dei play-off promozione.

## Organigramma societario
Area direttiva
- Presidente: Giancarlo Augustoni
- Vicepresidente: Ivo Peyra

Area organizzativa
- Team manager: Mauro Bongiovanni
- Direttore sportivo: Brunello Prette
- Relazioni esterne: Andrea Fia

Area tecnica
- Allenatore: Mauro Barisciani
- Allenatore in seconda: Flavio Rocca
- Assistente allenatore: Francesco Revelli

Area comunicazione
- Addetto stampa: Cesare Mandrile

Area sanitaria
- Preparatore atletico: Lorenzo Arioli

## Rosa
| N° | Nome                 | Ruolo | Data di nascita  | Nazionalità sportiva |
| -- | -------------------- | ----- | ---------------- | -------------------- |
| 1  | Michael Menardo      | S     | 23 giugno 1990   | Italia               |
| 2  | Lorenzo Peirano      | S     | 11 marzo 1991    | Italia               |
| 3  | Giacomo Ghibaudo     | S/O   | 17 febbraio 1990 | Italia               |
| 4  | Matteo Bertoli       | S     | 28 luglio 1988   | Italia               |
| 5  | Gabriele Peluffo     | L     | 9 gennaio 1986   | Italia               |
| 7  | Michele Parusso      | C     | 24 aprile 1987   | Italia               |
| 8  | Sebastiano Thei      | L     | 16 maggio 1991   | Italia               |
| 9  | Davide Manassero     | S     | 20 ottobre 1979  | Italia               |
| 10 | Andrea Longo         | C     | 5 marzo 1984     | Italia               |
| 13 | Emiliano Cortellazzi | P     | 14 aprile 1985   | Italia               |
| 14 | Francesco De Luca    | S/O   | 26 ottobre 1986  | Italia               |
| 15 | Diego Fabiano        | P     | 15 novembre 1989 | Italia               |
| 16 | Enrico Perla         | C     | 8 giugno 1982    | Italia               |
| 17 | Nathan Roberts       | S     | 17 febbraio 1986 | Australia            |

## Mercato
| Acquisti | Acquisti          | Acquisti          | Acquisti   |
| R.       | Nome              | da                | Modalità   |
| -------- | ----------------- | ----------------- | ---------- |
| S        | Matteo Bertoli    | Tricolore         | definitivo |
| S/O      | Francesco De Luca | Civita Castellana | definitivo |
| C        | Enrico Perla      | Fossano           | definitivo |
| S        | Nathan Roberts    | inattivo          | definitivo |
| L        | Sebastiano Thei   | Trentino          | definitivo |

| Cessioni | Cessioni        | Cessioni | Cessioni   |
| R.       | Nome            | a        | Modalità   |
| -------- | --------------- | -------- | ---------- |
| S        | Matteo Bertoli  | Marconi  | definitivo |
| L        | Matteo Cherasco | -        | ritirato   |
| C        | Lorenzo Mangano | ?        | definitivo |

## Risultati

### Serie A2

#### Girone di andata
| 1ª giornata - 25 ottobre 2015 PalaManera, Mondovì                   | Mondovì           | 1 - 3 | Argos            | 14-25, 21-25, 29-27, 16-25        |
| 2ª giornata - 1º novembre 2015 Palazzetto dello Sport, Monterotondo | Civita Castellana | 2 - 3 | Mondovì          | 18-25, 20-25, 25-23, 25-18, 7-15  |
| 3ª giornata - 8 novembre 2015 PalaManera, Mondovì                   | Mondovì           | 2 - 3 | Tuscania         | 25-14, 25-23, 22-25, 21-25, 15-17 |
| 4ª giornata - 14 novembre 2015 PalaManera, Mondovì                  | Mondovì           | 3 - 1 | Tricolore        | 24-26, 25-21, 25-15, 25-18        |
| 5ª giornata - 22 novembre 2015 Palazzetto dello Sport, Tricase      | Alessano          | 3 - 1 | Mondovì          | 25-23, 12-25, 25-22, 25-18        |
| 6ª giornata - 29 novembre 2015 PalaManera, Mondovì                  | Mondovì           | 3 - 1 | Libertas Brianza | 28-26, 25-20, 20-25, 27-25        |
| 7ª giornata - 5 dicembre 2015 PalaGrotte, Castellana Grotte         | Materdomini       | 1 - 3 | Mondovì          | 18-25, 25-12, 19-25, 18-25        |
| 8ª giornata - 8 dicembre 2015 PalaManera, Mondovì                   | Mondovì           | 0 - 3 | Club Italia      | 21-25, 23-25, 25-27               |
| 9ª giornata - 12 dicembre 2015 Palasport Comunale, Ortona           | Impavida Ortona   | 3 - 0 | Mondovì          | 25-21, 25-23, 25-16               |
| 10ª giornata - 16 dicembre 2015 PalaManera, Mondovì                 | Mondovì           | 2 - 3 | Callipo          | 25-27, 25-20, 25-20, 19-25, 7-15  |
| 11ª giornata - 20 dicembre 2015 PalaPrincipi, Potenza Picena        | Potentino         | 3 - 1 | Mondovì          | 21-25, 25-23, 25-13, 25-22        |
| 12ª giornata - 27 dicembre 2015 PalaManera, Mondovì                 | Mondovì           | 0 - 3 | Emma Villas      | 17-25, 23-25, 21-25               |
| 13ª giornata - 3 gennaio 2016 PalaSanFilippo, Brescia               | Atlantide Brescia | 3 - 1 | Mondovì          | 25-20, 23-25, 25-21, 25-18        |

#### Girone di ritorno
| 14ª giornata - 6 gennaio 2016 PalaPolsinelli, Sora                   | Argos            | 3 - 0 | Mondovì           | 25-18, 25-19, 25-21               |
| 15ª giornata - 10 gennaio 2016 PalaManera, Mondovì                   | Mondovì          | 3 - 0 | Civita Castellana | 25-20, 25-17, 25-14               |
| 16ª giornata - 17 gennaio 2016 Palazzetto dello Sport, Montefiascone | Tuscania         | 0 - 3 | Mondovì           | 18-25, 29-31, 19-25               |
| 17ª giornata - 23 gennaio 2016 PalaBigi, Reggio nell'Emilia          | Tricolore        | 3 - 0 | Mondovì           | 25-23, 25-22, 25-22               |
| 18ª giornata - 31 gennaio 2016 PalaManera, Mondovì                   | Mondovì          | 3 - 0 | Alessano          | 25-13, 25-18, 25-19               |
| 19ª giornata - 13 febbraio 2016 PalaParini, Cantù                    | Libertas Brianza | 3 - 0 | Mondovì           | 25-16, 25-20, 25-20               |
| 20ª giornata - 20 febbraio 2016 PalaManera, Mondovì                  | Mondovì          | 3 - 2 | Materdomini       | 14-25, 25-19, 26-24, 23-25, 15-13 |
| 21ª giornata - 29 febbraio 2016 Palazzetto dello Sport, Roma         | Club Italia      | 1 - 3 | Mondovì           | 20-25, 27-25, 16-25, 22-25        |
| 22ª giornata - 6 marzo 2016 PalaManera, Mondovì                      | Mondovì          | 3 - 2 | Impavida Ortona   | 25-14, 25-22, 21-25, 16-25, 17-15 |
| 23ª giornata - 9 marzo 2016 PalaValentia, Vibo Valentia              | Callipo          | 3 - 0 | Mondovì           | 25-21, 25-22, 25-19               |
| 24ª giornata - 13 aprile 2016 PalaManera, Mondovì                    | Mondovì          | 1 - 3 | Potentino         | 25-19, 23-25, 19-25, 22-25        |
| 25ª giornata - 19 marzo 2016 PalaEstra, Siena                        | Emma Villas      | 2 - 3 | Mondovì           | 19-25, 25-21, 25-22, 23-25, 13-15 |
| 26ª giornata - 27 marzo 2016 PalaManera, Mondovì                     | Mondovì          | 3 - 2 | Atlantide Brescia | 28-26, 25-18, 19-25, 24-26, 15-9  |

## Statistiche

### Statistiche di squadra
| Competizione | Punti | In casa | In casa | In casa | In trasferta | In trasferta | In trasferta | Totale | Totale | Totale |
| Competizione | Punti | G       | V       | P       | G            | V            | P            | G      | V      | P      |
| ------------ | ----- | ------- | ------- | ------- | ------------ | ------------ | ------------ | ------ | ------ | ------ |
| Serie A2     | 33    | 13      | 7       | 6       | 13           | 5            | 8            | 26     | 12     | 14     |
| Totale       | -     | 13      | 7       | 6       | 13           | 5            | 8            | 26     | 12     | 14     |

G = partite giocate; V = partite vinte; P = partite perse

### Statistiche dei giocatori
| Giocatore      | Serie A2 | Serie A2 | Serie A2 | Serie A2 | Serie A2 | Totale | Totale | Totale | Totale | Totale |
| Giocatore      | P        | PT       | AV       | MV       | BV       | P      | PT     | AV     | MV     | BV     |
| -------------- | -------- | -------- | -------- | -------- | -------- | ------ | ------ | ------ | ------ | ------ |
| M. Bertoli     | 17       | 215      | 175      | 22       | 18       | 17     | 215    | 175    | 22     | 18     |
| E. Cortellazzi | 26       | 84       | 35       | 33       | 16       | 26     | 84     | 35     | 33     | 16     |
| F. De Luca     | 26       | 341      | 293      | 33       | 15       | 26     | 341    | 293    | 33     | 15     |
| D. Fabiano     | 13       | 1        | 0        | 0        | 1        | 13     | 1      | 0      | 0      | 1      |
| G. Ghibaudo    | 20       | 41       | 33       | 2        | 6        | 20     | 41     | 33     | 2      | 6      |
| A. Longo       | 24       | 160      | 89       | 50       | 21       | 24     | 160    | 89     | 50     | 21     |
| D. Manassero   | 25       | 300      | 236      | 47       | 17       | 25     | 300    | 236    | 47     | 17     |
| M. Menardo     | 19       | 57       | 46       | 5        | 6        | 19     | 57     | 46     | 5      | 6      |
| M. Parusso     | 24       | 215      | 125      | 71       | 19       | 24     | 251    | 125    | 71     | 19     |
| L. Peirano     | 2        | 0        | 0        | 0        | 0        | 2      | 0      | 0      | 0      | 0      |
| G. Peluffo     | 3        | -        | -        | -        | -        | 3      | -      | -      | -      | -      |
| E. Perla       | 13       | 59       | 28       | 25       | 6        | 13     | 59     | 28     | 25     | 6      |
| N. Roberts     | 6        | 109      | 100      | 6        | 3        | 6      | 109    | 100    | 6      | 3      |
| S. Thei        | 26       | -        | -        | -        | -        | 26     | -      | -      | -      | -      |

P = presenze; PT = punti totali; AV = attacchi vincenti; MV = muri vincenti; BV = battute vincenti